# 2811 Střemchoví
2811 Střemchoví là một tiểu hành tinh vành đai chính với chu kỳ quỹ đạo là 1771.4021297 ngày (4.85 năm).
Nó được phát hiện ngày 10 tháng 5 năm 1980.